# Estación (Manizales)
La comuna Estación es una de las doce comunas de la ciudad de Manizales. Antiguamente conocida como "Comuna 4", está conformada por 9 barrios, limita con las comunas de San José, La Fuente, Palogrande, Cumanday, Ciudadela del Norte y Nuevo Horizonte.

## División
| La comuna está conformada por 10 barrios, los cuales son: - El Campín - El Sol - La Argentina - La Asunción - Lleras - Los Cedros - Santa Helena - San Jorge - Versalles - Villa del Río |

## Sitios de interés
Lleras
- Parroquia Cristo Rey

Santa Helena
- Centro Comercial Fundadores
- Antigua Estación del ferrocarril (Universidad Autónoma)
- Hotel Carretero
- Compañía Nacional de Chocolates

Versalles
- Hospital de Caldas
- Normal Superior de Caldas